# Кампоморто (Павија)
Кампоморто је насеље у Италији у округу Павија, региону Ломбардија.
Према процени из 2011. у насељу је живело 114 становника. Насеље се налази на надморској висини од 89 м.